# Bataille du Mont Gargan
Seconde Guerre mondiale
Batailles
2e campagne de France
- Corse
- Limousin
- Ain et Haut-Jura
- Les Glières
- Ascq
- Division Brehmer
- Mont Mouchet
- Opérations SAS en Bretagne
- Bataille de Normandie
- Guéret
- Brigade Jesser
- Cornil
- 1er Tulle
- 2e Tulle
- Argenton-sur-Creuse
- Oradour-sur-Glane
- 1er Ussel
- Saint-Marcel
- Saffré
- Mont Gargan
- Vercors
- Penguerec
- Lioran
- Égletons
- 2e Ussel
- Débarquement de Provence
- Port-Cros
- La Ciotat
- Toulon
- Martigues
- Marseille
- Nice
- Rennes
- Saint-Malo
- Brest
- Paris
- Mont-de-Marsan
- Montélimar
- Maillé
- Écueillé
- La Saulx
- Meximieux
- Nancy
- Colonne Elster
- Dunkerque
- Arracourt
- Saint-Nazaire
- Lorient
- Metz
- Royan et de la pointe de Grave
- Campagne de Lorraine
- Colmar

Front d'Europe de l'Ouest
Front d'Europe de l'Est
Campagnes d'Afrique, du Moyen-Orient et de Méditerranée
Bataille de l'Atlantique
Guerre du Pacifique
Guerre sino-japonaise
La bataille du mont Gargan opposa, du 18 juillet au 24 juillet 1944, des soldats allemands, épaulés par des membres des 1re et 3e centaines de la 2e cohorte de la Milice française, aux maquis du mont Gargan (Limousin), commandés par Georges Guingouin (le « préfet du maquis »).

## Préambule
Du 18 au 24 juillet 1944, après le parachutage de 14 conteneurs d'armes par les forteresses volantes alliées, les francs-tireurs et partisans (FTP) du colonel Georges Guingouin, renforcés par des gardes mobiles et des éléments de l'école de la Garde mobile de Guéret passés à la Résistance, soit environ 3 500 hommes, se sont opposés sur les pentes du Mont Gargan, dont la région est appelée « petite Russie limousine », à environ 4 800 assaillants composés des colonnes Ottenbacher le 95e régiment de sécurité (Allemagne) et Gleiniger forte de 2 500 hommes renforcées par le groupement Coqui de la colonne Jesser et des miliciens français des 1re et 3e Centaines de la 2e Cohorte sous les ordres du chef régional de la Milice à Limoges et de directeur au Maintien de l'Ordre Jean de Vaugelas.

## La bataille
Le 18 juillet 1944, de violents combats se déroulent sur les pentes du mont Gargan, prairies et bois, et autour de sa chapelle. En fin d'après-midi, face aux armes lourdes allemandes postées sur les hauteurs, les positions trop faibles des FTP tombent. Une brèche est alors ouverte en direction de Sussac, qui est atteint par les Allemands dès le 19, et Eymoutiers occupé à partir du 23. Après plusieurs jours de ratissage, les troupes allemandes se retirent par manque de moyens matériels pour s'implanter à demeure. Les troupes de Guingouin trop faibles face à l'adversaire se sont dispersées, évaporées dans les bois et la campagne, grâce à leur connaissance de la région...

## Bilan
Cette bataille du mont Gargan est la plus sévère livrée par des hommes de Guingouin qui, au prix de 38 tués, 54 blessés et 5 disparus, ont réussi à freiner l'avance ennemie, en distribuant aux maquisards, des armes et du matériel parachuté, mais n'ont pu, malgré leur courage et leur combativité, empêcher la conquête du terrain par une colonne régulière allemande. Pourtant, cette dernière n'a pas été en mesure de disloquer définitivement les groupes de résistants de Georges Guingouin, qui se sont dispersés dans les forêts et la campagne aux alentours et ont repris leurs actions de guérilla une fois le matériel récupéré et sauvé. La résistance n'a donc pas eu l'impression d'avoir été vaincue. Selon un document allemand retrouvé lors de la Libération, les pertes allemandes ont été lors de cette bataille de 342 soldats tués ou blessés.

## Hommage
Le 6 septembre 1992 une pierre de mémoire a été édifiée au sommet du Mont Gargan par le Conseil général de la Haute-Vienne, en hommage aux combattants de la e du Lieutenant-Colonel Guingouin.